# Pirates of the Caribbean: Dead Men Tell No Tales
Pirates of the Caribbean: Dead Men Tell No Tales (bra: Piratas do Caribe: A Vingança de Salazar; prt: Piratas das Caraíbas: Homens Mortos Não Contam Histórias) é um filme estadunidense de fantasia e comédia swashbuckler de 2017, sendo o quinto título da franquia Piratas do Caribe, produzido pela Walt Disney Pictures e Jerry Bruckheimer Films e distribuído pela Walt Disney Studios Motion Pictures. O filme foi dirigido por Joachim Rønning e Espen Sandberg, com roteiro de Jeff Nathanson. Jerry Bruckheimer voltou como produtor, enquanto Johnny Depp, Javier Bardem, Geoffrey Rush, Brenton Thwaites, Kaya Scodelario e Orlando Bloom protagonizaram o filme.
Os cineastas citaram o primeiro longa da série, The Curse of the Black Pearl, como inspiração para o roteiro e tom do filme. A pré-produção para o filme começou pouco antes de On Stranger Tides que foi lançado no início de 2011, com Terry Rossio escrevendo o roteiro para o filme. No início de 2013, Jeff Nathanson foi contratado para escrever um novo roteiro, com Depp sendo envolvido no processo de escrita juntamente com Nathanson. Inicialmente planejado para ser lançado no verão de 2015, o filme foi adiado para 2016 e logo depois para 2017, devido a questões de roteiro e orçamento. A fotografia principal começou na Austrália em fevereiro de 2015, depois que o governo australiano ofereceu a Disney US$ 20 milhões de incentivos fiscais e terminou em julho de 2015. Ele foi lançado nos formatos convencionais Disney Digital 3-D, RealD 3D e IMAX 3D em 25 de maio de 2017.

## Sinopse
Henry Turner, de 10 anos, foge de sua casa durante a noite para remar seu bote para coordenadas específicas. Ali, ele embarca no Holandês Voador no momento em que ele sobe das profundezas do oceano encontra seu pai, Will Turner, e lhe diz que encontrou uma maneira de quebrar sua maldição e libertá-lo de seu navio. Will, embora tocado, não acredita que tal coisa seja possível e ordena que Henry saia e nunca mais volte.
Nove anos mais tarde, Henry agora trabalha em um navio de guerra britânico. Enquanto persegue um navio pirata, Henry percebe que o capitão está prestes a levá-los para o Triângulo do Diabo, um lugar perigoso e traiçoeiro. O capitão, no entanto, não ouve as advertências de Henry. Enquanto navegam para o Triângulo, eles encontram um naufrágio que rapidamente ganha vida com marinheiros mortos-vivos, liderados pelo Capitão Salazar. A tripulação fantasma aborda o navio e mata todos em seu caminho. Henry, que tinha sido jogado em uma cela, é confrontado por Salazar, que vê um cartaz de "Procurado" sobre o capitão Jack Sparrow na cela de Henry. Ele permite que Henry viva para que ele possa contar a história da tripulação fantasma e entregar uma mensagem para Jack.
Enquanto isso, uma jovem chamada Carina Smyth foi condenada à morte por bruxaria por causa de seu conhecimento científico sobre Astronomia e Horologia. Ela consegue escapar de sua cela e brevemente se depara com Jack, que está tentando roubar um banco com sua tripulação. Ela procura Henry, que também foi condenado à morte por supostamente cometer traição a bordo do navio da Marinha Real. Ela diz a ele que conhece uma maneira de encontrar o Tridente de Poseidon, um artefacto poderoso que concede ao seu possuidor total controle sobre os mares, que Henry planeja usar para quebrar a maldição de seu pai. Ela o ajuda a escapar, porém ela e Jack são capturados e levados para a praça da cidade para serem executados.
Junto com a tripulação de Jack, Henry os ajuda a escapar, e eles fogem no navio de Jack, a Gaivota Moribunda . Carina os guia com um mapa em sua posse que os conduzirá ao Tridente de Poseidon, e relutantemente decide trabalhar com Henry e Jack a fim de conseguir seu objetivo. Não muito mais tarde, Salazar e sua tripulação são libertados do Triângulo, e ele faz com que o Capitão Barbossa o ajude a localizar e matar Jack. Salazar explica como ele e sua tripulação navegaram os mares para matar todos os piratas, até que encontraram Jack Sparrow, que ainda não era capitão. Jack os levou a uma armadilha para navegar no Triângulo do Diabo, onde Salazar e sua tripulação morreram e foram amaldiçoados para permanecerem mortos-vivos, e presos dentro do Triângulo.
Logo, o navio de Salazar encontra a Gaivota Moribunda. No entanto, Jack, Henry e Carina fogem em um bote, enquanto a tripulação permanece a bordo para causar uma distração. Salazar e sua tripulação perseguem Jack, mas ao chegar a uma pequena ilha, Jack percebe que a tripulação fantasma não pode pisar em terra firme. Barbossa então vai atrás de Jack, mas decide ajudá-lo, e retorna o Pérola Negra para a sua antiga glória. Juntos, a tripulação navega e logo chega ao local do Tridente de Poseidon, uma pequena ilha que não está em nenhum mapa. Jack, Carina e Barbossa encontram o tridente, escondido no fundo do oceano, que parte em dois após a ativação do Tridente. Uma batalha ocorre quando Salazar encontra o Pérola Negra, e Salazar ganha a vantagem em Jack, concentrado em matá-lo, o que ele espera que vai libertar ele e sua tripulação da maldição. Henry eventualmente coloca as mãos no Tridente, e percebe que destruir o Tridente irá quebrar todas as maldições que vagueiam pelos mares. Ele consegue fazer isso, retornando Salazar e sua tripulação para seu estado anterior. Jack, Henry, Carina e Barbossa são então puxados para cima pela âncora do Pérola Negra. Salazar e vários de seus homens travam junto, ainda com a intenção de matar Jack. Barbossa, que desde então se deu conta de que Carina é sua filha, se sacrifica e derruba Salazar e seus homens, limpando o caminho para a segurança de sua filha e dos outros.
Algum tempo depois, Henry vê seu pai pisar em terra novamente, não mais ligado ao Holandês, e eles se reúnem com Elizabeth. Carina declara que mudou seu nome de Smyth para Barbossa, e Jack se afasta com sua tripulação no Pérola Negra, acompanhado pelo macaco de Barbossa.
Na cena pós-creditos, Will e Elizabeth estão dormindo quando seu quarto é invadido por uma silhueta de Davy Jones. Will acorda e acredita que isso era só um pesadelo, mas não repara nas cracas de Jones restantes no quarto.

## Elenco
- Johnny Depp como Capitão Jack Sparrow: O excêntrico pirata Capitão do Pérola Negra na caça para o Tridente de Poseidon, que confere o controle sobre os mares.
- Javier Bardem como Capitão Armando Salazar: Um caçador de piratas poderoso e maníaco da Marinha Espanhola que estava preso no Triângulo do Diabo. Depois de escapar, ele procura o Tridente de Poseidon para acabar com toda a pirataria e se vingar de seu velho inimigo, o Capitão Jack Sparrow.
- Brenton Thwaites como Henry Turner: Um jovem que tenta se reconectar com seu pai Will. Ele se esforça para quebrar uma maldição que está impedindo-o de fazê-lo. Lewis McGowan retrata um jovem Henry.
- Kaya Scodelario como Carina Smyth: Uma astrônoma séria e inteligente. Ela é logo revelada no final como filha do Capitão Barbossa.
- Geoffrey Rush como Capitão Hector Barbossa: O capitão pirata de uma perna do Vingança da Rainha Ana, e ex-capitão do Pérola Negra, e ex-rival do Capitão Jack.
- Kevin McNally como Joshamee Gibbs: O amigo leal de Jack e seu primeiro companheiro.
- Stephen Graham como Scrum: Membro da tripulação de Barbossa no Vingança da Rainha Ana.
- Orlando Bloom como Capitão William "Will" Turner, Jr.:  Um ferreiro que virou pirata e se transformou no Capitão do Holandês Voador, no final de No Fim do Mundo.
- Martin Klebba como Marty
- Golshifteh Farahani como Shansa: Uma bruxa do mar e aliada do Capitão Barbossa.
- David Wenham como Scarfield
- Giles New e Angus Barnett como Murtogg e Mullroy
- Adam Brown como Cremble
- Keira Knightley como Elizabeth Swann: Filha do falecido Governador Weatherby Swann, ex Rainha dos piratas, esposa de Will e mãe de Henry.
- Delroy Atkinson como Pike
- Danny Kirrane como Bollard
- Paul McCartney como Tio Jack
- Anthony De La Torre como Capitão Jack Sparrow (jovem)

Keira Knightley aparece brevemente no final em um papel sem fala como Elizabeth Swann, esposa de Will e mãe de Henry. Adam Brown, Danny Kirrane e Delroy Atkinson aparecem como membros da tripulação de Jack, e na cena da prisão, Paul McCartney aparece brevemente como o tio paterno de Jack, Uncle Jack. Uma silhueta CGI de Davy Jones é vista na cena pós-créditos, mas o ator Bill Nighy afirmou que não foi informado sobre a aparência do personagem.

## Produção

### Desenvolvimento
Pouco antes do lançamento de  Navegando em Águas Misteriosas em 2011, foi confirmado que o escritor Terry Rossio estava trabalhando em um roteiro para um quinto filme sem o seu parceiro de escrita Ted Elliott. Além disso, o elenco e a equipe do quarto filme foram orientados a reservar um tempo num futuro próximo, já que a Walt Disney Pictures pretendia filmar um quinto e sexto filme de-volta-para-trás (como duas primeiras prequelas). No entanto, mais tarde foi confirmado que apenas um quinto filme estava em produção. Em 11 de janeiro de 2013, Jeff Nathanson assinou contrato para escrever o roteiro para o filme.
Rob Marshall, o diretor do quarto filme, foi cotado para o retorno a direção, mas ele se recusou depois de ser escolhido para dirigir Caminhos da Floresta (lançado em 2014) e The Thin Man (ambos os projetos da Disney e estrelados por Johnny Depp). Depois de Marshall sair do projeto, muitos diretores foram alvo de rumores para dirigir o filme, como Tim Burton, Sam Raimi, Shawn Levy, Chris Weitz, Alfonso Cuarón e Gore Verbinski (que dirigiu os três primeiros filmes). Em 9 de maio de 2013, foi relatado que Fredrik Bond, Rupert Sanders, e a dupla de cinema norueguesa Joachim Rønning e Espen Sandberg foram consideradas para dirigir o quinto filme.
Finalmente, em 29 de maio de 2013, Rønning e Sandberg foram selecionados para dirigir. Esta decisão foi baseada tanto na indicação ao Óscar de filme em alto-mar para Kon-Tiki, bem como a capacidade da dupla de trabalhar com um orçamento limitado. Em 22 de agosto de 2013, Rønning e Sandberg revelou que o título do quinto filme seria Dead Men Tell No Tales (em tradução livre, Os Mortos Não Contam Histórias). Eles também confirmaram que eles estavam trabalhando no filme, falando muito bem do roteiro "divertido e tocante" de Jeff Nathanson e que eles são inspirados pelo primeiro filme, A Maldição do Pérola Negra. Kaya Scodelario sentiu que o filme "terá muito mais a sensação do primeiro filme, e que os produtores querem levar a franquia de volta ao início novamente. Eles queriam que tivesse essa jornada épica, para que possa fazer sentido, e para ele amarrar as situações e levar a novas histórias."
No entanto, depois de O Cavaleiro Solitário, a Disney perdeu 190 milhões em 2013, um filme também estrelado por Johnny Depp em um personagem semelhantemente excêntrico, a Disney questionou a bancarização de Depp e, assim, a franquia, então o filme foi reconsiderado e não recebeu sinal verde no início de 2014. Outro problema, juntamente com a falta de sucesso de Depp ao ser experimentado fora da franquia Piratas do Caribe, eram problemas no roteiro, como presidente da Walt Disney Studios, Alan Horn declarou: "Nós ainda não vimos um roteiro que eu fui capaz de assinar. Há uma série de variáveis que afetam o resultado final uma vez que deixa o estúdio, por isso estamos tendo muito cuidado" Devido a estes problemas, a produção do filme foi adiada de 2013 para 2015, com um lançamento provavelmente em 2016. O produtor Jerry Bruckheimer revelou que o roteiro, bem como questões orçamentais estavam por trás do atraso, e que Jeff Nathanson estava trabalhando em uma segunda tentativa baseado em um esboço bem recebido, afirmando: "É tudo um fator. Queremos um roteiro que todos tenham assinado e um orçamento que todos assinaram." Depois que o roteiro foi aceito e o filme finalmente recebeu sinal verde pela Disney em julho de 2014, a data de lançamento mudou para 07 de julho de 2017.
Muitos dos membros da produção do filme eram novos para a franquia, substituindo os membros que tinham servido nos quatro filmes anteriores. Além dos diretores Rønning e Sandberg e do escritor Nathanson, um novo Diretor de Cinematografia, Paul Cameron substituindo Dariusz Wolski, o designer de produção Nigel Phelps, o supervisor de efeitos visuais Gary Brozenich, o supervisor de efeitos especiais Dan Oliver, o supervisor do coordenador de dublês R.A. Rondell, os coordenadores de dublês Thomas Robinson Harper e Kyle Gardiner, o maquiador e estilista Peter Swords King, os novos produtores executivos Joe Caracciolo, Jr. e Brigham Taylor substituindo Mike Stenson, os editores Joel Cox, Gary D. Roach e Roger Barton e o compositor Geoff Zanelli assumiu o cargo de compositor dos temas principais da série no lugar de  Hans Zimmer. A figurinista Penny Rose voltou depois de fornecer os trajes para os quatro filmes anteriores, juntamente com o produtor executivo Chad Oman.
Falando ao IGN, promovendo O Hobbit: A Batalha dos Cinco Exércitos, Orlando Bloom indicou que o filme pode servir como um reboot suave para a franquia, dizendo: "Basicamente, eles querem reiniciar toda a franquia, eu acho, e fazer algo com o relacionamento de pai e filho com o meu personagem.

### Roteiro
Em 2011, pouco antes do lançamento de  Navegando em Águas Misteriosas, Terry Rossio estava escrevendo um roteiro para um quinto filme sem o seu parceiro de escrita Ted Elliott. Em janeiro de 2013, a Disney contratou Jeff Nathanson para reescrever o roteiro. Naquele mês, o produtor Bruckheimer disse: "Nós temos um esboço que todo mundo adora, mas o roteiro não está pronto", explicando que o lançamento seria adiado para além do verão de 2015.
Em 13 de abril de 2014, Depp disse que Bruckheimer e a Disney o haviam convidado para colaborar com o escritor Jeff Nathanson, observando:
Todos os envolvidos querem que o roteiro seja correto e perfeito. Então nós passamos a fazer outras coisas. Nós ainda vamos fazer o filme juntos. Eu gosto imensamente deles. Eles são super talentosos. Eles têm um grande senso de humor. Acho que eles têm uma abordagem muito divertida para o que vamos fazer com o próximo "Piratas". Muito feliz e orgulhosamente, congratulo-me por participar da história e trabalhar diretamente com o roteirista [Jeff Nathanson] - ele e eu. Está funcionando muito bem dessa maneira. Então eu tenho grandes esperanças para 'Piratas 5', porque se esse é realmente o último, o que provavelmente é, eu sinto que devemos ao público que foi e viu os filmes tantas vezes. Vamos fazê-lo direito e terminá-lo em uma nota alta.

### Moldagem
Falando no lançamento de imprensa de Navegando em Águas Misteriosas em Cannes, Depp disse que iria desempenhar o papel durante o tempo em que for popular para o público. Em agosto de 2012, a notícia veio à tona de que Johnny Depp havia assinado oficialmente para o quinto filme, ganhando 90 milhões para reprisar seu papel. Tal como aconteceu com o quarto filme, Depp também esteve envolvido na criação de roteiros e planejamento de Dead Men Tell No Tales. Geoffrey Rush tinha comentado sobre retornar como Hector Barbossa, dizendo: "Se eles manterem a forma mudando este personagem, absolutamente", bem como o que implica que ele pode retornar como o vilão. Ele também disse que a megalomania de Barbossa "pode explodir de maneiras terríveis." Em dezembro de 2014, Rush confirmou seu retorno para o quinto filme, onde Barbossa e Jack estavam "no coração dele e há todo um novo conjunto de linhas de história." No final de 2011, cerca de quatro anos depois de escolher voltar ou não para o quarto filme, Orlando Bloom afirmou que ele gostaria de voltar para o quinto filme se lhe for oferecido. Várias semanas depois que a Disney deu oficialmente sinal verde para o filme, Bloom afirmou que houve "discussões" sobre seu retorno para a franquia, em setembro de 2014. Bloom ainda comentou em Dezembro de 2014, que, enquanto ele não tem certeza se vai voltar, há conversações. Ele também indicou que a Disney poderá fazer um reboot suave com a franquia e foco em Will Turner e seu filho. Depois de meses de especulação, a participação de Bloom foi confirmada na Disney D23 em 15 de agosto de 2015.
Em 02 de dezembro de 2013, foi relatado que Christoph Waltz estava em negociações para aparecer como o principal antagonista do filme, mas ele recusou. O ator australiano Brenton Thwaites entrou negociações para o papel de Henry no final de novembro de 2014, depois da Disney escolhê-lo entre Taron Egerton, George MacKay, Mitchell Hope, Ansel Elgort e Sam Keeley. Em meados de janeiro de 2015, ele afirmou que iria viajar para a Austrália para gravar o filme em fevereiro, revelando que o seu papel era realmente o de filho de Will Turner, lutando para quebrar uma maldição para conhecer seu pai. Em 24 de janeiro, Jerry Bruckheimer anunciou via Twitter que Kaya Scodelario tinha sido escalada como a principal personagem feminina. Em julho, o nome de sua personagem foi revelado, Carina. Em versões anteriores do roteiro o nome Carina Smyth apareceu como a filha de Barbossa, um interesse amoroso de Sparrow e uma astrônoma acusada de ser uma bruxa. Scodelario confirmou que a personagem era uma astrônoma e que "ela é uma personagem totalmente diferente", de Keira Knightley como Elizabeth Swann, e também confirmou que Smyth será o interesse amoroso de Henry, em vez de Jack. Em outubro de 2014, Javier Bardem, marido de Penélope Cruz, que interpretou Angelica no quarto filme, estava em negociações adiantadas para aparecer como o antagonista do filme. Seu papel foi finalmente confirmado para ser o do Capitão Salazar, que nos primeiros roteiros era chamado de Capitão Brand. No entanto, durante uma entrevista com o Collider, em 2012, Penélope Cruz afirmou que ela provavelmente não iria reprisar seu papel como Angelica Teach. Kevin McNally confirmou seu retorno como Joshamee Gibbs via Twitter no final de janeiro. Pouco depois da localização da pré-produção abrir na Austrália, a Disney divulgou uma moldagem para agentes locais para os atores de todos os níveis de idade e experiência para serem figurantes no filme, com elenco também aberto nos EUA. Adam Brown, Delroy Atkinson, Danny Kirrane foram revelados como membros do elenco, pouco antes das filmagens. Martin Klebba confirmou seu retorno como Marty via Twitter dias antes do início das filmagens. Em 17 de fevereiro de 2015, Stephen Graham revelou que ele vai reprisar seu papel como Scrum. Em 24 de setembro de 2015, um vídeo do YouTube foi postado afirmando que Giles New e Angus Barnett iriam reprisar seus papéis como Murtogg e Mullroy. Os dois filhos do diretor Joachim Rønning aparecem no filme como extras. Além disso, Keith Richards expressou interesse reprisando seu papel como Capitão Teague. Além disso, Greg Ellis manifestou interesse em reprisar o seu papel como Theodore Groves, apesar da morte aparente de seu personagem no filme anterior, ele disse que a possibilidade de que Groves sobreviveu. Para além desta declaração, relata que um oficial da Marinha falecido vai estrelar no filme, tinha acendido muitos rumores sobre a possibilidade de o retorno de James Norrington (interpretado novamente por Jack Davenport), que morreu no terceiro filme.
Tanto Lee Arenberg e Mackenzie Crook comentaram sobre a possibilidade de voltar como Pintel e Ragetti. Arenberg confirmou em várias entrevistas que, apesar de querer voltar para o quarto filme, ele esperava reprisar seu papel como Pintel. Em uma entrevista em 7 de novembro de 2014, Crook confirmou que ele tinha recebido uma chamada de disponibilidade da Disney para o filme, apesar de afirmar que tinha incerteza sobre se ele queria reprisar seu papel. Crook recusou a reprisar seu papel em última análise, a fim de se concentrar em sua série de televisão, Detectorists. Além disso, pouco antes das filmagens começarem, Arenberg anunciou no Twitter que ele não iria reprisar seu papel, apesar de ter sido chamado para fazê-lo.

### Filmagens
Em 15 de janeiro de 2014, os diretores Joachim Rønning e Espen Sandberg confirmaram que as filmagens teriam lugar em Porto Rico e Nova Orleans e Bruckheimer havia mencionado anteriormente que poderia haver uma sequência em Louisiana. No entanto, o porta-voz do Ministro das Artes australiano George Brandis confirmou que o quinto filme foi criado para filmar exclusivamente na Austrália depois que o governo concordou em dar 20 milhões em incentivos fiscais originalmente destinados para o remake de 20.000 Léguas Submarinas, e portanto deixando de fora o México e aa África do Sul como locais de filmagem. De acordo com fontes da indústria cinematográfica australiana, o local da pré-produção começou no final de setembro de 2014, e seu custo foi acima de 350 milhões. Isto foi confirmado oficialmente pela Disney e pelo Ministro das Artes em 02 de outubro de 2014, afirmando que as filmagens teriam lugar exclusivamente em Queensland, Austrália, sendo a maior produção a filmar no país. Village Roadshow Studios e Port Douglas foram oficialmente confirmados como locais de filmagem. Em 1 de janeiro de 2015, The Rainbow Gypsy, uma réplica de 15 anos de idade de um Bawley escocês de 1897, navegou para a Costa do Ouro, incluirá um novo navio reconfigurado  para se tornar a Gaivota Moribunda, um navio fantasma. Seu capitão e proprietário Kit Woodward será um rigger no filme.
As filmagens começaram em 17 de fevereiro de 2015. Cenas de navio foram filmadas em frente de um outdoor gigante com tela verde em Helensvale, enquanto um filme ambientado na forma de uma aldeia foi construída em Maudsland. As filmagens se mudaram para Doug Jennings Park entre de 30 de março a 15 de junho de 2015 para cenas ligadas com água. No entanto, devido à extrema doença do mar entre o elenco e tripulação devido a "grandes inchaços" em The Spit, as filmagens se mudaram para Raby Bay para águas mais calmas. Cenas foram filmadas em Lennox Head em 1 de Junho. Os moradores locais compunham mais de 75% da equipe de mais de 850 pessoas trabalhando no filme. Depois de muita especulação sobre se Orlando Bloom retornaria, Bloom chegou à Costa do Ouro no final de maio para reprisar seu papel como Will Turner. As cenas que caracterizam um esqueleto de uma Baleia Cachalote foram filmadas no Ponto de Hastings de 21 a 23 de junho.
Uma série de questões e controvérsias do filme foram recuadas durante a sua produção. As leis de biossegurança na Austrália colocou problemas em relação aos macacos-prego que retratam o macaco de estimação de Hector Barbossa, o Jack, como os animais são considerados como uma categoria 1 de pragas e exigem requisitos rigorosos e uma quarentena de 30 dias. Mais controvérsia em torno do uso dos macacos entrou em erupção com grupos de ativistas dos direitos dos animais, que levou o Ministro Federal do Ambiente Greg Hunt a rejeitar a aplicação de enviar dois macacos-pregos da Califórnia para a Austrália, argumentando que a viagem iria "prejudicar a saúde dos macacos, As apresentações de filmes não são naturais para criaturas selvagens e que o aparecimento de macacos em filmes encoraja o comércio ilegal de animais selvagens ". Os membros da equipe e do elenco foram forçados a cobrir as lentes da câmera em todos os celulares com fita adesiva para evitar que o filme seja pirateado antes de sua liberação. Para evitar que os fãs interferissem na produção, locais secretos de filmagem usaram o nome de produção de "Herschel" para esconder o fato de que foi o quinto filme de Piratas do Caribe"'. Após a tentativa de um homem armado tentando contornar a segurança, a já apertada segurança aumentou.
Em 10 de março de 2015, Depp foi ferido (não no set) e teve que ser levado de volta para os Estados Unidos para uma cirurgia. Devido à sua ausência, a filmagem pararam completamente e 200 membros da equipe foram forçados a parar por duas semanas como eles não puderam fazer o que tinham sido capazes sem Depp. As filmagens estavam programadas para retomarem por volta do dia 20 de abril". e Depp retornou para o set em 21 de abril. Em junho, Kaya Scodelario foi ferida no set juntamente com um dublê.
A maioria do elenco e da equipe tinha terminado a maior parte dos trabalhos no dia 8, e uma festa foi realizada em 11 de julho de 2015. As Filmagens, em seguida, mudaram-se para o Whitsundays para as filmagens finais serem filmadas. Em 21 de julho de 2015, Joachim Rønning anunciou via Instagram que a filmagem foi concluída após uma sessão de 95 dias. Após quase um ano na pós-produção, reajustes e fotografia adicional foi realizada em Vancouver, Canadá de 24 de março a 13 de abril sob o título de produção de Fotografia Adicional de Herschel.

### Música
Pela primeira vez na série desde Pirates of the Caribbean: The Curse of the Black Pearl (que ele compôs em associação), Hans Zimmer não compôs a música para o filme, mas um de seus colegas, Geoff Zanelli, que tinha trabalhado em todos os filmes anteriores da franquia, agora como o compositor principal. "O que Hans fez para os filmes Piratas redefiniu o som de todo o gênero, foi muito gratificante trabalhar com ele e Jerry Bruckheimer nos últimos quatro anos", afirmou Zanelli sobre a substituição de Zimmer como compositor da série. "Dead Men Tell No Tales amplia o universo de Pirates com muitos elementos novos e exclusivos e estou construindo um som distintivo para este filme que vem de muitos anos de colaboração no mundo de Pirates".

## Lançamento
Em vários países, o filme será lançado como Pirates of the Caribbean: Salazar's Revenge, (em português: Piratas do Caribe: A Vingança de Salazar), foi uma decisão da Disney que  incluiu países de língua inglesa.

### Marketing
O filme foi exibido pela primeira vez na D23 Expo 2015, onde Depp apareceu como Jack Sparrow, o logotipo do filme foi revelado e Orlando Bloom confirmado no filme. Elizabeth Rudnick afirmou que irá escrever o romance do filme, e o descreveu como trazendo de volta a "sensibilidade", e de volta Jack Sparrow em "toda a sua glória arrogante." Outro livro está programado para ser lançado pela Disney, uma prequela que expande a história de fundo da personagem de Carina Smythe, intitulado Pirates of the Caribbean: Dead Men Tell No Tales: The Brightest Star in the North. O filme também foi exibido no Walt Disney Content Showcase na África, em 2016, onde a arte conceitual, detalhes da história e imagens dos cenários foram pré-visualizados. O primeiro teaser trailer foi lançado em 2 de outubro de 2016, durante o intervalo de  Fear the Walking Dead nos EUA, e apresentou o Capitão Salazar caçando Jack Sparrow que não aparece no trailer, exceto apenas a sua imagem em um cartaz de procurados.

### Recepção
O Cinema com Crítica menciona que o quinto filme da franquia iniciada em 2003 é "somente a pálida tentativa de resgatar os tempos de glórias idos que não voltam mais", além de afirmar ser esta uma oportunidade frustrada de Johnny Depp recuperar a fama abalada.
No Rotten Tomatoes o filme acumula uma aprovação de 29% da crítica e no IMDb tem uma nota de 7,0.

## Roubo do filme em 2017
Em maio de 2017, foi anunciado na imprensa que o filme foi roubado por piratas informáticos, que pediram um resgate à empresa para que não fosse divulgado online.